# Erika Abels d'Albert
Pour les articles homonymes, voir Abels.
Erika Abels d’Albert (née Erika Abels le 3 novembre 1896 à Berlin et morte le 7 mars 1975 à Paris) est une peintre, graphiste et styliste de mode autrichienne.

## Vie et œuvre
Erika Abels qui se donnait le pseudonyme de Erika (Abels) d´Albert a grandi dans une famille d’artistes. Son père, Ludwig Wilhelm Abels (né à Vienne en 1867, † à Paris en 1937) était un connaisseur et amateur d'art et un auteur. Sa mère, Anna Émilie Mewes, était originaire de la région de Berlin.
Elle a suivi sa formation artistique à Vienne à l´école privée de peinture créée par Irma von Duczynska (1869-1932) et Elza Kövesházi-Kalmár (1876-1956) et auprès de Felix Albrecht Harta (1884-1967). Déjà à 16 ans, elle exposait pour la première fois (portraits, natures mortes, nus). Dans les années suivantes, elle a exposé entre autres au Künstlerhaus Wien et au Museum für Kunst und Industrie. En 1930, elle a participé à l’exposition de la Vereinigung Bildender Künstlerinnen Österreichs.
Au début des années 1930, elle émigrait à Paris où ses parents étaient déjà installés. Là-bas, elle a participé à plusieurs expositions.
Elle est décédée dans le plus grand dénuement en 1975. Elle a été inhumée au cimetière de Thiais.

## Littérature
- Franz Planer, Das Jahrbuch der Wiener Gesellschaft, Biographische Beiträge zur Wiener Zeitgeschichte, 1929.
- Heinrich Fuchs, Die österreichischen Maler der Geburtenjahrgänge 1881-1900, Bd. 1, A-L, 1976.
- Blickwechsel und Einblick - Künstlerinnen in Österreich. Aus der Sammlung des Historischen Museums Wien, 256. Sonderausstellung des Historischen Museums der Stadt Wien in der Hermesvilla, 2000.